# Strada 1 (Bolivia)
La strada 1 (Ruta 1 in spagnolo) è una strada statale boliviana che dalla frontiera argentina presso la città di Bermejo, attraversa la parte meridionale ed occidentale del paese sudamericano sino al confine peruviano presso Desaguadero.
Il tratto compreso tra La Paz ed Oruro è composto da due carreggiate completate nel 2015. Oltre la frontiera argentina prosegue come strada nazionale 50.